# Globální cirkulace atmosféry

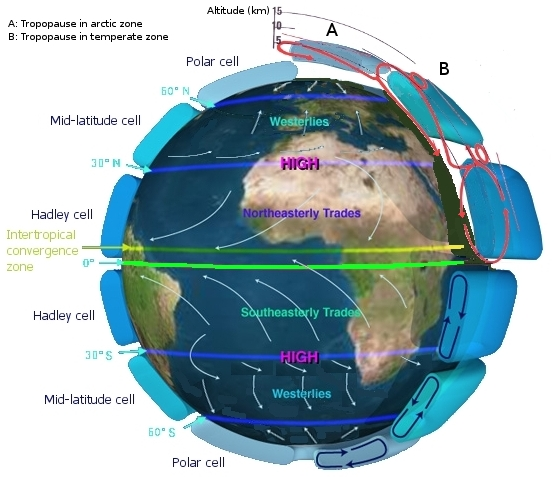
Zjednodušené schéma globální atmosférické cirkulace

Globální cirkulace atmosféry, také všeobecná cirkulace atmosféry, jsou více méně pravidelné pohyby vzduchových mas v planetárním měřítku Země způsobené jejich ohříváním a ochlazováním a rotací Země. Spolu s oceánskou cirkulací vyrovnávají teplotní rozdíly, rozvádějí energii slunečního záření po celé atmosféře a podílejí se na cirkulaci vody, spoluvytvářejí také klima i počasí. Základy výzkumu této problematiky byly položeny již v 17. století v souvislosti s využitím větru pro zámořské obchodní plavby.

## Popis
Pohyby vzduchu v atmosféře jsou silně nepravidelné a obtížně předvídatelné, celková struktura atmosférických pohybů v globálním měřítku je však poměrně stálá. Zjednodušený model těchto cirkulací lze popsat následovně. V blízkosti rovníku je pásmo nízkého tlaku, tak zvaný teplotní rovník, který se během roku přesouvá na sever a na jih podle polohy Slunce. Na sever i na jih od tohoto pásma můžeme rozlišit tři konvekční buňky v Hadleyově buňce, v ostatních jsou poměry složitější.

### Hadleyova buňka
Atmosférická cirkulace v oblasti mezi rovníkem a 30° severní a jižní šířky působí pravidelné větry, směřující vždy k rovníku a díky zemské rotaci k západu. Cirkulace vzniká tak, že teplý a vlhký vzduch od rovníku vystupuje k horní hranici troposféry a pohybuje se směrem k pólům (antipasát). Zhruba kolem 30° severní a jižní šířky klesá k zemi v oblasti vysokého tlaku. Cestou ztratil velkou část své vlhkosti, takže je suchý a může zde vytvářet pouště (Sahara, Australská poušť). Oběh uzavírají přízemní větry (pasáty), které se vracejí k rovníku, ale s výraznou odchylkou k západu. V minulosti byly velmi významné pro námořní plavbu, v angličtině se jim říká „trade winds“.

### Ferrelova buňka
Mezi 30° a 60° zeměpisné šířky jsou poměry složitější. Cirkulace zde není poháněna rozdíly teploty, nýbrž prouděním v sousedících buňkách, v tropech a v polární oblasti. Převládající směr větrů je zde směrem k pólu a k východu, proudění je však velmi proměnlivé a podléhá hlavně lokálním vlivům. Pro tuto oblast je typické nepravidelné střídání oblastí nízkého a vysokého tlaku.

### Polární buňka
Vzduch na 60° severní a jižní šířky je sice chladnější a sušší než na rovníku, může však stále ještě vytvořit konvekční pohyb. Vystupuje až ke hranici troposféry, která zde leží ve výšce asi 8 km, a pohybuje se k pólu. Tam ochlazený klesá k zemi a tvoří oblast vysokého tlaku. Vrací se směrem k rovníku při zemi, ale působením Coriolisových sil se odchyluje k západu.

### Délkové cirkulace
Kromě těchto pravidelných proudění vznikají v atmosféře i další, způsobená například jinou tepelnou kapacitou moře a pevniny, případně mořskými proudy.